# Bürüs
Bürüs (kroatisch Biriš) ist eine ungarische Gemeinde im Kreis Szigetvár im Komitat Baranya.

## Geografische Lage
Bürüs liegt ungefähr zehn Kilometer südlich der Stadt Szigetvár, die Nachbargemeinde Várad befindet sich ein Kilometer nordwestlich des Ortes.

## Geschichte
Bürüs wurde 1479 erstmals urkundlich erwähnt.

## Sehenswürdigkeiten
- Reformierte Kirche, erbaut im 19. Jahrhundert

## Verkehr
Bürüs liegt an der Nebenstraße Nr. 58147. Der nächstgelegene Bahnhof befindet sich in Szigetvár.